# Marimba
Een marimba is een aan de xylofoon verwant muziekinstrument uit de familie der idiofonen. Marimba's hebben net als de xylofoon houten staven. Onder elke staaf hangt een klankbuis die als resonator werkt en zo de toon langer doet aanhouden. Marimba's worden zowel in volksmuziek als in klassieke muziek gebruikt.
De marimba kan worden beschouwd als de alt- of basversie van een xylofoon. Een marimba heeft een veel warmere en vollere klank dan een xylofoon. Een 5-octaafs concertmarimba heeft een bereik van C2-C7. Kleinere (makkelijker te vervoeren) marimba's hebben een veel kleiner bereik van A3-C7.
De toetsen worden doorgaans gestemd met een boventoonverhouding 1:4:10 ofwel grondtoon, dubbeloctaaf en tripeloctaaf+terts. Eventueel kunnen zelfs de 3e en 4e boventoon gestemd worden. Het stemmen van marimbatoetsen gebeurt op dezelfde manier als bij een xylofoon door aan de onderzijde materiaal weg te vijlen/schuren.

## Etymologie en terminologie
De term marimba verwijst zowel naar de traditionele als naar de moderne variant van dit instrument. Het woord stamt wellicht af van het Bantoe (marimba of malimba), waarbij limba verwijst naar een van de klankelementen en de prefix ma- daar een meervoud van maakt.

## Bekende nummers die gebruikmaken van de marimba
- Under My Thumb (The Rolling Stones)
- Mamma mia (ABBA)[3]
- Love My Way (The Psychedelic Furs)
- Moonlight feels right (Starbuck), met een marimba-solo van Bo Wagner
- Somebody that I used to know (Gotye, Kimbra)

## Fotogalerij
- Reg Kehoe and his Marimba Queens

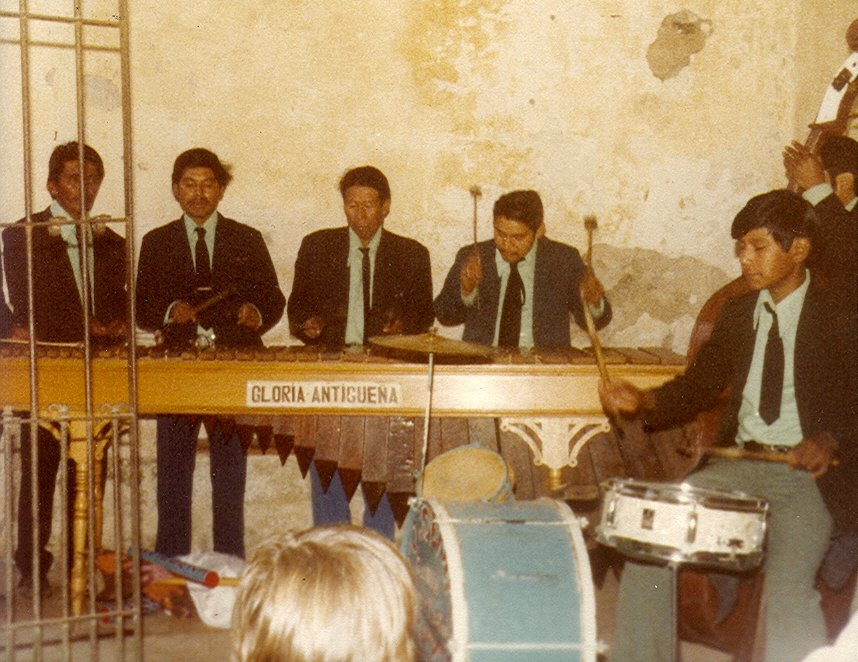
Marimba Band "La Gloria Antigueña", Antigua Guatemala, 1979
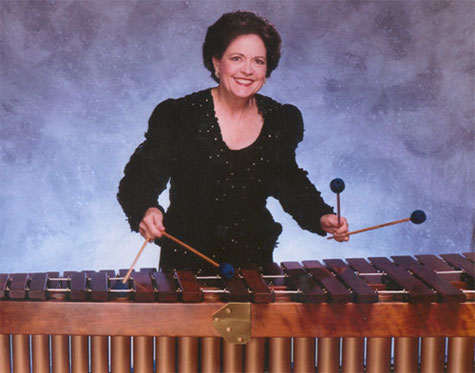
Linda Maxey bespeelt de marimba

- Gemeinsame Normdatei: 4168894-6
- Library of Congress Control Number: sh85081095
- MusicBrainz: c436b34a-3017-472d-a003-49a2b24d55da
- Bibliotheek van het Japanse parlement: 00576332
- Nationale Bibliotheek van Israël: 987007550975605171